# Ernst Lehner
Ernst Lehner (7. listopadu 1912 – 10. ledna 1986) byl německý fotbalista. Hrál na pozici útočníka. Reprezentoval Německo v letech 1933–1942 v 65 zápasech, ve kterých vstřelil 31 gólů. Zúčastnil se mistrovství světa ve fotbale 1934 a 1938. Na MS 1934 nastoupil ve čtyřech zápasech a vstřelil dva góly. Oba góly vstřelil v zápase o třetí místo, ve kterém se Německo utkalo s Rakouskem a zvítězilo 3:2.
Na MS 1938 nastoupil ve dvou zápasech a gól nesvstřelil. Německo též reprezentoval na Letních olympijských hrách 1936.